# Akamasia cyprogenia
Akamasia cyprogenia là một loài nhện trong họ Zoropsidae.
Loài này thuộc chi Akamasia. Akamasia cyprogenia được Bosselaers miêu tả năm 1997.